# Mundo Medina
Mundo Medina é uma série-documentário do Canal Off que segue o dia-a-dia do surfista Gabriel Medina em suas competições do ASP World Tour. Em 23 de fevereiro de 2015 foi exibido o episódio em que Gabriel conquista o título mundial de surfe, conquistado em dezembro de 2014. Em 11 de maio de 2015 o canal off começou a exibir a terceira temporada. Em novembro de 2019 o Canal Off anunciou uma oitava temporada para 2020.

## Sinopse
O programa acompanha a vida do fenômeno do surfe nacional, Gabriel Medina, em suas viagens pelo mundo.

## Episódios
|  | Temporada | Episódios | Início da exibição   | Fim da exibição         |
|  | --------- | --------- | -------------------- | ----------------------- |
|  | 1ª        | 16        | 30 de agosto de 2013 | 10 de dezembro de 2013  |
|  | 2ª        | 27        | 21 de abril de 2014  | 23 de fevereiro de 2015 |
|  | 3ª        | 26        | 11 de maio de 2015   | 12 de fevereiro de 2016 |
|  | 4ª        | 15        | 23 de maio de 2016   | 06 de fevereiro 2017    |
|  | 5ª        | 13        | 24 de abril de 2017  | 13 de novembro de 2017  |
|  | 6ª        | 18        | 17 de abril de 2018  | 04 de fevereiro de 2019 |
|  | 7ª        | 18        | 14 de maio de 2019   | 10 de março 2020        |